# Житомирский консервный завод
Житомирский консервный завод — промышленное предприятие в городе Житомир Житомирской области Украины.

## История
Житомирский консервный завод был построен в ходе индустриализации 1930-х годов и введён в эксплуатацию в 1940 году.
В ходе Великой Отечественной войны 9 июля 1941 года Житомир был оккупирован наступавшими немецкими войсками, 12 ноября 1943 года - освобождён советскими войсками. В ходе боевых действий и немецкой оккупации предприятие пострадало, а при отступлении было почти полностью разрушено гитлеровцами.
После восстановления городского водопровода и электростанции завод был восстановлен и возобновил работу как плодоконсервный завод. В дальнейшем, в соответствии с шестым пятилетним планом развития народного хозяйства СССР (1959 - 1963 гг.) завод был реконструирован, получил новое оборудование и увеличил объемы производства. В связи с механизацией и автоматизацией производственных процессов предприятие было переименовано в Житомирский консервный комбинат.
К началу 1980-х годов консервный комбинат являлся головным предприятием Житомирского областного объединения консервной промышленности.
В целом, в советское время консервный комбинат входил в число ведущих предприятий города.
После провозглашения независимости Украины завод перешёл в ведение министерства сельского хозяйства и продовольствия Украины.
В мае 1995 года Кабинет министров Украины утвердил решение о приватизации завода. В дальнейшем государственное предприятие было преобразовано в открытое акционерное общество.
В соответствии с приказом Фонда государственного имущества Украины № 1637 от 27 декабря 2018 года "Об утверждении перечней объектов малой приватизации, подлежащих приватизации в 2019 году" котельная Житомирского консервного завода была включена в перечень объектов, подлежащих приватизации в 2019 году. 12 июня 2019 года она была выставлена на продажу.

## Деятельность
Предприятие специализировалось на производстве овощных консервов и плодово-ягодного пюре (яблочного повидла и др.). 